# Tres-Marias-Baumwollschwanzkaninchen
Das Tres-Marias-Baumwollschwanzkaninchen (Sylvilagus graysoni) ist eine Säugetierart aus der Gattung der Baumwollschwanzkaninchen innerhalb der Hasenartigen. Es ist endemisch auf den Islas Marías vor der mexikanischen Westküste.

## Merkmale
Das Tres-Marias-Baumwollschwanzkaninchen erreicht eine Körperlänge von durchschnittlich etwa 47 Zentimeter, die Unterart S. g. badistes bleibt mit durchschnittlich 44 Zentimetern etwa kleiner. Der Schwanz ist durchschnittlich 5,0 bzw. 3,5 Zentimeter lang, die Hinterfüße 9,5 bzw. 9,1 Zentimeter und die Ohren frisch 9,2 bis 9,4 und getrocknet etwa 5,7 Zentimeter. Die Rückenfarbe ist braun bis rotbraun, die Flanken sind etwa blasser und der Bauch ist weiß mit einem braunen Fleck unter der Kehle.

## Verbreitung

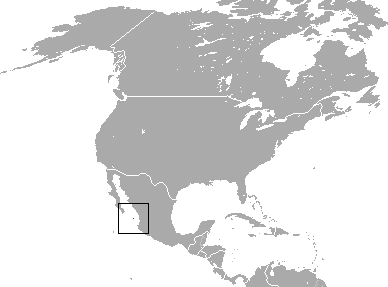
Verbreitungsgebiet des Tres-Marias-Baumwollschwanzkaninchens

Das Tres-Marias-Baumwollschwanzkaninchen ist endemisch auf den zum mexikanischen Bundesstaat Nayarit gehörenden Islas Marías vor der mexikanischen Westküste. Dabei handelt es sich um eine Inselgruppe mit vier Inseln mit einer Gesamtfläche von weniger als 500 km².
Die Höhenverbreitung reicht vom Meeresspiegelniveau bis in eine Höhe von etwa 350 Meter.

## Lebensweise
Über die Lebensweise der Art liegen kaum Informationen vor, sie entspricht wahrscheinlich der des Mexikanischen Baumwollschwanzkaninchens. Die Tiere sind sehr zahm und haben eine sehr geringe Fluchtdistanz, was wahrscheinlich auf die wenigen Beutegreifer auf der Insel zurückzuführen ist. Als natürliche Feinde kommen wahrscheinlich nur der Waschbär (Procyon lotor), der Rotschwanzbussard (Buteo jamaicensis) und der Schopfkarakara (Caracara plancus) in Frage.
Die Islas Marías sind im Vergleich zum Festland trocken mit einer jährlichen Niederschlagsmenge von weniger als 630 mm. Die Vegetation besteht aus trockenem Laubwald und Feuchtwaldgebieten.

## Systematik
Das Tres-Marias-Baumwollschwanzkaninchen wird als eigenständige Art den Baumwollschwanzkaninchen (Gattung Sylvilagus) zugeordnet. Erstmals wissenschaftlich beschrieben wurde die Art von Joel Asaph Allen als Lepus graysoni im Jahr 1877, Marcus Ward Lyon nutzte 1904 erstmals die heute gültige Gattungszuordnung und die Benennung als Sylvilagus graysoni.
Es wird angenommen, dass das San-José-Strauchkaninchen nah verwandt ist mit dem Mexikanischen Baumwollschwanzkaninchen (Sylvilagus cunicularius), das auf dem mexikanischen Festland lebt.
Es wurden zwei Unterarten beschrieben. Die Nominatform S. g. graysoni lebt dabei auf den Inseln Maria Madre, Maria Magdalena und Maria Cleofas, während die Unterart S. g. badistes auf der Insel San Juanito vorkommt.

## Gefährdung und Schutz
Das Tres-Marias-Baumwollschwanzkaninchen wird von der International Union for Conservation of Nature and Natural Resources (IUCN) aufgrund der Bestandsgröße und des sehr kleinen Verbreitungsgebietes als gefährdet (endangered) eingestuft. Die Bestände auf den drei Hauptinseln sind in der Vergangenheit zurückgegangen, die einzige stabile Population befindet sich auf der Insel San Juanito. Eine 1987 durchgeführte Expedition konnte auf María Madre, Maria Magdalena und María Cleofas keine Tiere nachweisen.
Die Hauptgefährdungsursache für die Tiere stellen die Jagd, die Besiedelung durch Menschen und die Nutzung für landwirtschaftliche Flächen, die vor allem durch den Bau eines Staatsgefängnisses vorangetrieben wurde. Hinzu kommt die Konkurrenz mit eingeführten Tieren dar, vor allem Schweinen und Ziegen, dem Weißwedelhirsch (Odocoileus virginianus) sowie der Hausratte (Rattus rattus). Ein weiterer Faktor ist die Besiedelung durch Menschen und die Nutzung für landwirtschaftliche Flächen, die vor allem durch den Bau eines Staatsgefängnisses vorangetrieben wurde. Besonders betroffen sind dabei die Inseln Maria Madre und Maria Magdalena, während Maria Cleofas und San Juanito unbewohnt blieben. Auf Maria Cleofas wurde allerdings etwa die Hälfte des Insel für die menschliche Besiedlung vorbereitet, indem die natürliche Vegetation entfernt wurde.